# Zámostí-Blata
Zámostí-Blata – gmina w Czechach, w powiecie Jiczyn, w kraju hradeckim. Według danych z dnia 1 stycznia 2014 liczyła 133 mieszkańców.